# فورت فرانسيس (أونتاريو)
فورت فرانسيس، أونتاريو (بالإنجليزية: Fort Frances)‏ هي مدينة كندية تقع في مقاطعة أونتاريو. تبلغ مساحة هذه المدينة 26.8455 (كم²)، ويبلغ عدد سكانها 8103 نسمة حسب إحصاء سنة 2006 م، بينما كان يسكنها 8315 نسمة في سنة 2001 م. تحتل هذه المدينة المرتبة رقم 456 بين مدن كندا حسب عدد السكان والمرتبة رقم 169 في المقاطعة. نما عدد السكان في هذه المدينة بنسبة (-2.5) بين العامين المذكورين.

## أعلام
- ديف أليسون
- كيث كريستيانسن
- جون ميرسير ريد
- هوارد هامبتون
- راي فريدريك

## وصلات خارجية
- الأطلس الحكومي لكندا
- إحصاءات كندا مع ساعة تعداد السكان